# ماتياس هايدريش
ماتياس هايدريش (بالألمانية: Matthias Heidrich)‏ (10 ديسمبر 1977 بهويرسفيردا في ألمانيا - ) هو لاعب كرة قدم ألماني في مركز الوسط. لعب مع ألمانيا آخن وإرتسغيبيرغه آوه ونادي أوسنابروك وSV Wacker Burghausen ‏ وHoyerswerdaer FC ‏.

## وصلات خارجية
- ماتياس هايدريش على موقع قاعدة بيانات كرة القدم.إي يو (الإنجليزية)
- ماتياس هايدريش على موقع بيانات كرة القدم. دي إي (الألمانية)